# (14353) 1987 DN6
(14353) 1987 DN6 là một tiểu hành tinh vành đai chính. Nó được phát hiện bởi Henri Debehogne ở Đài thiên văn La Silla ở Chile ngày 23 tháng 2 năm 1987.